# Callipallene novaezealandiae
Callipallene novaezealandiae is een zeespin uit de familie Callipallenidae. De soort behoort tot het geslacht Callipallene. Callipallene novaezealandiae werd in 1884 voor het eerst wetenschappelijk beschreven door Thomson. 